# Massaker von Nyarubuye
|  | Dieser Artikel oder Abschnitt wurde wegen inhaltlicher Mängel auf der Qualitätssicherungsseite der Redaktion Geschichte eingetragen (dort auch Hinweise zur Abarbeitung dieses Wartungsbausteins). Dies geschieht, um die Qualität der Artikel im Themengebiet Geschichte auf ein akzeptables Niveau zu bringen. Dabei werden Artikel gelöscht, die nicht signifikant verbessert werden können. Bitte hilf mit, die Mängel dieses Artikels zu beseitigen, und beteilige dich bitte an der Diskussion! |

Das Massaker von Nyarubuye war die Ermordung von geschätzten 20.000 Menschen in der ruandischen Stadt Nyarubuye (Provinz Kibungo) am 16. und 17. April 1994 während des Völkermordes an den Tutsi.

## Hergang und Aufarbeitung
Die Opfer waren Tutsi und gemäßigte Hutu, die Zuflucht in der römisch-katholischen Kirche von Nyarubuye, etwa 81 Kilometer östlich der Hauptstadt Kigali, suchten. In die Kirche hatten sich mehr als 500 Personen in vermeintliche Sicherheit gebracht. Sie wurden ausnahmslos von Hutu-Soldaten ermordet. Die Soldateska nahm sich erst die Kirche, dann die Schule und schließlich Arbeitsstätten nahe dem Fußballplatz bei ihrem tödlichen Treiben vor. Einwohner sagen, dass dabei etwa 1.000 weitere Menschen ihr Leben ließen.
Berichte schildern, dass Männer, Frauen und Kinder wahllos mit Speeren, Macheten, Keulen, Handgranaten und Gewehren umgebracht wurden. Das Massaker war Teil des Völkermordes in Ruanda, bei dem Milizen extremistischer Hutu von April bis Juli 1994 etwa 800.000 bis eine Million Tutsi und gemäßigte Hutu ermordeten.
Am 3. Dezember 2003 sprach ein ruandisches Gericht in Rukira (Provinz Kibungo) 18 Männer des Völkermordes schuldig. Gitera Rwamuhizi, ein Anführer der marodierenden Gruppen, wurde zu 25 Jahren Gefängnis verurteilt. Die anderen erhielten Gefängnisstrafen zwischen 7 und 16 Jahren.